# Hamid Merakchi
Hamid Merakchi (en arabe : حميد المراكشي), né le 28 janvier 1976 à Aïn Témouchent en Algérie et mort le 16 novembre 2024 à Saint-Brieuc,, est un footballeur international algérien.
Il compte 5 sélections en équipe nationale entre 1998 et 1999.

## Biographie

### Club
Merakchi a passé la plupart de sa carrière dans son pays natal, l'Algérie, où il a commencé dans les équipes de sa région (Aïn Témouchent, Mostaganem).
Il finit meilleur buteur du championnat d'Algérie en 1997-1998 avec 7 réalisations.
Mais il eut une brève période à l'étranger en 1998 et 1999, dans le club turc de Super Lig du Gençlerbirliği SK avec qui il joua en tout 26 matchs et inscrivit 8 buts.

### Sélection
Merakchi joua également quelques matchs en sélection avec l'équipe d'Algérie, dont deux matchs qualificatifs pour la CAN 2000.
Il participe à la Coupe d'Afrique des nations 2000.

## Palmarès
- Vainqueur de la Coupe d'Algérie en 2002 avec le WA Tlemcen.